# Satrius bellus
Satrius bellus là một loài tò vò trong họ Ichneumonidae.